# ハミルトン力学
ハミルトン力学（ハミルトンりきがく、英語：Hamiltonian mechanics）は、一般化座標と一般化運動量を基本変数として記述された古典力学である。イギリスの物理学者ウィリアム・ローワン・ハミルトンが創始した。ラグランジュ力学と同様にニュートン力学を再定式化した解析力学の一つの定式化/記述法である。

## 概要
ハミルトン形式の解析力学は、ラグランジュ形式からルジャンドル変換で移行することにより得られる。
最初はニュートン力学の分野において成立したものであるが、ラグランジュ形式と同様に幅広い分野に応用されている。
特に量子力学においては、古典力学のハミルトン形式での物理量を演算子に置き換え、演算子の間に正準交換関係を設定する正準量子化の手続きによって量子化を行う。
また量子多体論において用いられるTDHF近似は、ある変換の下でハミルトン力学と等価である事が知られている。この事は古典力学が単なる量子力学の近似ではなくて、この世界における何らかの事実を表しているという期待を持たせる。
ハミルトン形式では運動方程式は一般化座標と一般化運動量を用いて記述されており、その方程式は両者に対して（符号を除いて）対称的となっている。力学変数の数が2倍になるので運動方程式の数も増すが、二階微分方程式は一階微分方程式になる。

## 定式化

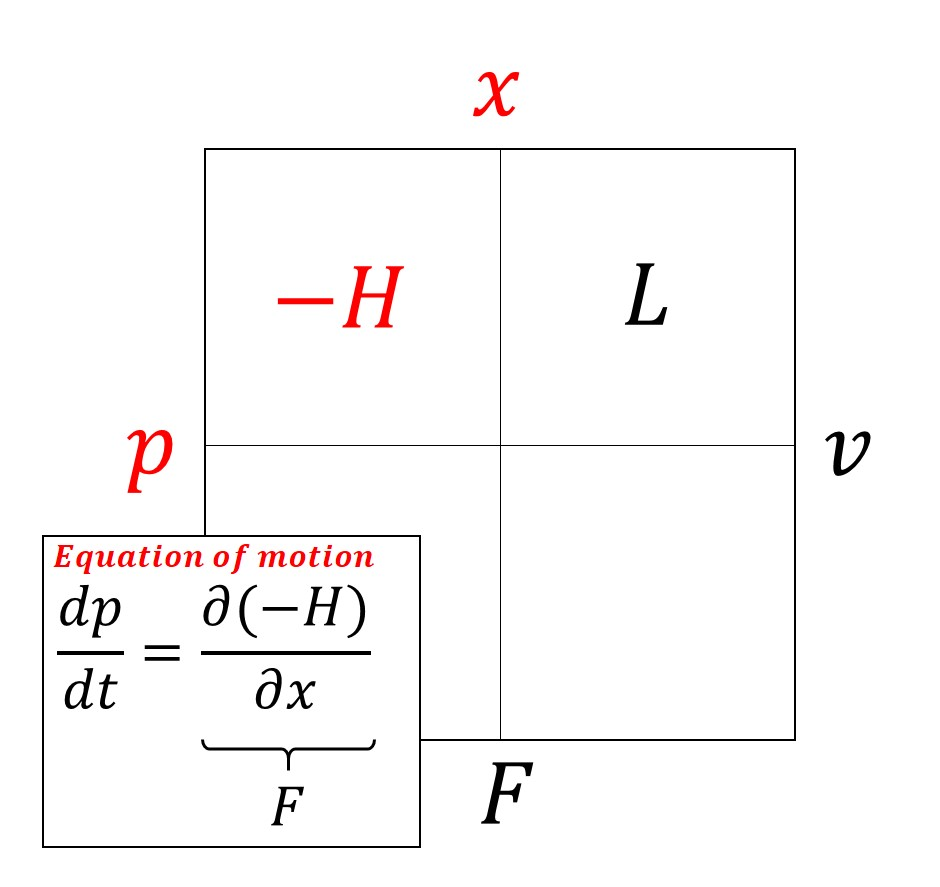
ハミルトン力学におけるルジャンドル変換にThermodynamic squareを適用したときの正準方程式。

ハミルトン形式において、力学系の運動状態を指定する力学変数は一般化座標 {\displaystyle q(t)=(q_{1}(t),\ldots )} と一般化運動量 {\displaystyle p(t)=(p_{1}(t),\ldots )} である。力学系の性質は一般化座標と一般化運動量、および時間を変数とするハミルトン関数（ハミルトニアン） {\displaystyle H(p,q;t)} によって記述される。
ハミルトン形式において、作用汎関数は時間積分
{\displaystyle S[p,q]=\int _{t_{\text{i}}}^{t_{\text{f}}}\left[\sum _{i}p_{i}(t)\,{\dot {q}}_{i}(t)-H(p,q;t)\right]dt}
として与えられる。力学変数 p,q は束縛条件の下で可能なあらゆる運動状態を取り得るが、最小作用の原理（変分原理、停留条件）により実際に起こる運動が導かれる。
作用の停留条件から導かれる運動方程式は
{\displaystyle {\frac {\partial S[p,q]}{\delta p_{i}(t)}}={\dot {q}}_{i}(t)-{\frac {\partial H}{\partial p_{i}}}=0}
{\displaystyle {\frac {\partial S[p,q]}{\delta q_{i}(t)}}=-{\dot {p}}_{i}(t)-{\frac {\partial H}{\partial q_{i}}}=0}
である。この運動方程式は正準方程式、或いはハミルトン方程式と呼ばれる。
ハミルトン形式において物理量は一般化座標、一般化運動量、および時間の関数
{\displaystyle A({\boldsymbol {p}},{\boldsymbol {q}},t)} として書かれる。物理量の時間微分は
{\displaystyle {\dot {A}}={\dot {q}}_{i}\,{\frac {\partial A}{\partial q_{i}}}+{\frac {\partial A}{\partial p_{i}}}{\dot {p}}_{i}+{\frac {\partial A}{\partial t}}={\frac {\partial H}{\partial p_{i}}}{\frac {\partial A}{\partial q_{i}}}-{\frac {\partial A}{\partial p_{i}}}{\frac {\partial H}{\partial q_{i}}}+{\frac {\partial A}{\partial t}}}
となる。特にハミルトニアンの時間微分は
{\displaystyle {\dot {H}}={\frac {\partial H}{\partial p_{i}}}{\frac {\partial H}{\partial q_{i}}}-{\frac {\partial H}{\partial p_{i}}}{\frac {\partial H}{\partial q_{i}}}+{\frac {\partial H}{\partial t}}={\frac {\partial H}{\partial t}}}
である。

### ハミルトニアン
ハミルトニアンはラグランジアンから
{\displaystyle H(p,q,t)=\sum _{i}p_{i}\,{\dot {q}}_{i}(p,q,t)-L(q,{\dot {q}}(p,q,t),t)}
で定義される。
ラグランジアンが
{\displaystyle L(q,{\dot {q}},t)=\sum _{i}{\frac {\alpha _{i}(q)}{2}}{\dot {q}}_{i}^{2}-V(q)}
の形で書かれている場合のハミルトニアンは
{\displaystyle H(p,q,t)=\sum _{i}{\frac {1}{2\alpha _{i}(q)}}p_{i}^{2}+V(q)}
となり、運動エネルギーとポテンシャルエネルギーの和、すなわち、系の全エネルギーであることが分かる。
ハミルトニアンの時間微分は
{\displaystyle {\dot {H}}={\frac {\partial H}{\partial t}}}
であり、ハミルトニアンが陽に時間に依存しないときには全系のエネルギーが保存する。
なお、ハミルトニアンは一般化座標、一般化運動量、および時間の関数として書かれている量であり、引数が違えば大きさが同じであってもハミルトニアンではない。
ハミルトニアンの定義式内での一般化速度は、一般化運動量の定義式を逆に解いて一般化座標、一般化運動量、および時間の関数 {\displaystyle {\dot {q}}_{i}(p,q,t)} として書かれている。

## 正準変換
一般化座標 q、一般化運動量 p から、変換を行って
{\displaystyle P_{i}=P_{i}(p,q,t),\quad Q_{i}=Q_{i}(p,q,t)}
をしたとき、P,Q と時間の関数として書かれた新たなハミルトニアン H'(P,Q,t) を用いて、
{\displaystyle {\dot {Q}}_{i}={\frac {\partial H'}{\partial P_{i}}},~{\dot {P}}_{i}=-{\frac {\partial H'}{\partial Q_{i}}}}
となるとき、この変換を正準変換と言う。
一般化座標と一般化運動量は正準変換によって相互に混ざり合い、両者の区別は曖昧なものとなる。
一般化座標と一般化運動量を総称して正準共役量と呼ぶ。
正準共役量 p,q によって張られる空間は位相空間と呼ばれ、正準変換は二つの位相空間を対応付ける変換である。

## ポアソン括弧
ポアソン括弧（ポアソンの括弧式）とは、正準変数と時間の関数として書かれた物理量 A, Bに対して、
{\displaystyle \{A,B\}=\sum _{i}{\biggl (}{\frac {\partial A}{\partial p_{i}}}{\frac {\partial B}{\partial q_{i}}}-{\frac {\partial B}{\partial p_{i}}}{\frac {\partial A}{\partial q_{i}}}{\biggr )}}
で定義される物理量である。
物理量の時間微分はハミルトニアンとのポアソン括弧を用いて
{\displaystyle {\dot {A}}=\{H,A\}+{\frac {\partial A}{\partial t}}}
となる。物理量が陽に時間に依存しないときは
{\displaystyle {\dot {A}}=\{H,A\}}
となる。
量子力学ではポアソン括弧は正準量子化の手続きによって、正準交換関係と対応付けられる。

## 導出
ラグランジアン {\displaystyle L(q_{i},{\dot {q}}_{i},t)} の全微分は
{\displaystyle dL=\sum _{i}{\biggl (}dq_{i}\,{\frac {\partial L}{\partial q_{i}}}+d{\dot {q}}_{i}\,{\frac {\partial L}{\partial {\dot {q}}_{i}}}{\biggr )}+{\frac {\partial L}{\partial t}}dt}
である。
一般化運動量は
{\displaystyle p_{i}={\frac {\partial L}{\partial {\dot {q}}_{i}}}}
で定義され、ラグランジュの運動方程式から
{\displaystyle {\dot {p}}_{i}={\frac {\partial L}{\partial q_{i}}}}
である。これを用いて先ほどの全微分を書き換えれば、
{\displaystyle {\begin{aligned}dL&=\sum _{i}(dq_{i}\,{\dot {p}}_{i}+d{\dot {q}}_{i}\,p_{i})+{\frac {\partial L}{\partial t}}dt\\&=\sum _{i}(dq_{i}\,{\dot {p}}_{i}-{\dot {q}}_{i}\,dp_{i}+d({\dot {q}}_{i}\,p_{i})]+{\frac {\partial L}{\partial t}}dt\\\end{aligned}}}
となる。全微分を移項して
{\displaystyle d{\Bigl (}\sum _{i}{\dot {q}}_{i}\,p_{i}-L{\Bigr )}=\sum _{i}({\dot {q}}_{i}\,dp_{i}-dq_{i}\,{\dot {p}}_{i})-{\frac {\partial L}{\partial t}}dt}
となる。ハミルトニアン
{\displaystyle H(p,q,t)=\sum _{i}{\dot {q}}_{i}(p,q,t)\,p_{i}-L(q,{\dot {q}}(p,q,t),t)}
を定義すれば、
{\displaystyle {\begin{aligned}dH&=\sum _{i}{\bigg (}{\frac {\partial H}{\partial p_{i}}}dp_{i}+dq_{i}{\frac {\partial H}{\partial q_{i}}}{\biggr )}+{\frac {\partial H}{\partial t}}dt=\sum _{i}({\dot {q}}_{i}\,dp_{i}-dq_{i}\,{\dot {p}}_{i})-{\frac {\partial L}{\partial t}}dt\end{aligned}}}
となり、
{\displaystyle {\dot {q}}_{i}={\frac {\partial H}{\partial p_{i}}},~{\dot {p}}_{i}=-{\frac {\partial H}{\partial q_{i}}},~{\frac {\partial H}{\partial t}}=-{\frac {\partial L}{\partial t}}}
を得る。